# Académie des beaux-arts (France)
Pour les articles homonymes, voir Académie des beaux-arts.
L'Académie des beaux-arts est une institution artistique, membre de l'Institut de France, créée par l'ordonnance du 21 mars 1816. Elle est l'héritière des Académies royales de peinture et sculpture, créée en 1648, de musique, datant de 1669, et d'architecture, fondée en 1671.

## Historique
À la suite de la suppression par la Révolution française des anciennes académies, il avait été créé, au sein de l'Institut de France, trois classes, dont une de « Littérature et beaux-arts » avec huit sections (grammaire, langues anciennes, poésie, antiquités et monuments, peinture, sculpture, architecture, et enfin musique et déclamation). L'arrêté des consuls du 3 pluviôse an XI (23 janvier 1803), divise cette classe en trois nouvelles classes dont une classe des beaux-arts. C'est elle qui constitue la base de la nouvelle Académie en 1816. En vertu de la loi de programme pour la recherche de 2006, l'académie des beaux-arts reste une personne morale de droit public à statut particulier.
En 1835, elle tenait ses séances le samedi. La seule qui soit publique se tenait le premier samedi d'octobre.
Le 30 novembre 2016, à l'occasion des 70 ans de sa carrière et après avoir été lui-même élu académicien, Pierre Cardin propose un défilé de mode haute-couture à l'intérieur de la Grande salle de séances de l'Institut de France.

## Vocation de l'Académie
L'Académie des beaux-arts a pour vocation de contribuer à la défense et à l'illustration du patrimoine artistique de la France, ainsi qu'à son développement, dans le respect du pluralisme des expressions. Elle veille à la sensibilisation aux arts dans l'enseignement général et à la qualité de l'enseignement dans les écoles spécialisées.
Elle concourt au développement des relations artistiques internationales en établissant des rapports de coopération et d'échanges.

## Organisation
L'organisation résulte des statuts de l'Académie, approuvés par décret. Depuis le décret du 9 octobre 2018, l'Académie est divisée en neuf sections. La répartition des fauteuils entre les sections a connu de rares modifications au XXe siècle ; créée en 1985, la section VII est pourvue de fauteuils transférés d'autres sections (I, II, III, V, VI). En 1998, le fauteuil du peintre Yves Brayer, mort en 1990, lui est également transféré, transfert compensé par le retour à la section V (composition musicale) du fauteuil 1, alors occupé par Jean Prodromidès. A contrario, la création des sections VIII et IX a entraîné celle de nouveaux fauteuils, six pour l'une, quatre pour l'autre.
Une réforme d'octobre 2022 ouvre au dessin la section de gravure, avec deux nouveaux fauteuils.
Depuis 2022, l'Académie comprend soixante-sept fauteuils, répartis en neuf sections : 
- I : Peinture (10 membres) ;
- II : Sculpture (8 membres) ;
- III : Architecture (9 membres) ;
- IV : Gravure et dessin[n 1] (6 membres) ;
- V : Composition musicale (8 membres) ;
- VI : Membres libres (10 membres) ;
- VII : Cinéma et audiovisuel (section créée en 1985) (6 membres) ;
- VIII : Photographie (section créée en 2005) (6 membres) ;
- IX : Chorégraphie (section créée en 2018) (4 membres).

Présidente pour 2025 : Coline Serreau, membre de la section Cinéma et audiovisuel.
Secrétaire perpétuel : Laurent Petitgirard (élu le 1er février 2017 et réélu le 11 janvier 2023).

### Liste des présidents
- 1983 : Guillaume Gillet
- 1987 : Arnaud d'Hauterives[4]
- 1990 : René Clément[5]
- 1991 : Arnaud d'Hauterives
- 1992 : Jean Cardot
- 1993 : Marc Saltet[6]
- 1994 : Jean-Marie Granier
- 1995 : Serge Nigg
- 1996 : Arnaud d'Hauterives
- 1997 : Jean Cardot
- 1998 : Christian Langlois
- 1999 : Jean-Marie Granier
- 2000 : Marius Constant
- 2001 : Pierre Schoendoerffer
- 2002 : Pierre Carron
- 2003 : Gérard Lanvin
- 2004 : Roger Taillibert
- 2005 : Jean Prodromidès
- 2006 : François-Bernard Michel
- 2007 : Pierre Schoendoerffer
- 2008 : Yves Millecamps
- 2009 : Antoine Poncet
- 2010 : Roger Taillibert
- 2011 : Laurent Petitgirard
- 2012 : François-Bernard Michel
- 2013 : Lucien Clergue
- 2014 : Claude Abeille
- 2015 : Aymeric Zublena
- 2016 : Érik Desmazières
- 2017 : Édith Canat de Chizy
- 2018 : Patrick de Carolis
- 2019 : Pierre Carron
- 2020 : Jean Anguera
- 2021 : Alain-Charles Perrot
- 2022 : Astrid de La Forest
- 2023 : Michaël Levinas
- 2024 : Adrien Goetz
- 2025 : Coline Serreau

### Liste des secrétaires perpétuels
- 1838-1854 : Désiré Raoul Rochette
- 1854-1862 : Jacques Fromental Halévy
- 1862-1874 : Ernest Beulé
- 1874-1898 : Henri Delaborde
- 1898-1903 : Gustave Larroumet
- 1903-1914 : Henry Roujon
- 1914-1937 : Charles-Marie Widor
- 1937-1955 : Adolphe Boschot
- 1955-1964 : Louis Hautecœur
- 1964-1986 : Emmanuel Bondeville
- 1986-1994 : Marcel Landowski
- 1994-1996 : Bernard Zehrfuss
- 1996-2016 : Arnaud d'Hauterives
- depuis 2017 : Laurent Petitgirard

## Membres actuels
À la suite du décès le 23 mai 2025 de Sebastião Salgado, 6 fauteuils sur 67 sont vacants. La vacance la plus ancienne affecte le fauteuil 2 de la section de peinture, sans titulaire depuis la mort de Pierre Carron en 2022.
Par section, les fauteuils vacants se répartissent ainsi :
- 1 en peinture.
- 1 en sculpture.
- 1 en gravure et dessin.
- 1 parmi les membres libres.
- 1 en cinéma et audiovisuel.
- 1 en photographie.

Au 25 juin 2025, 7 membres sur les 61 membres actuels ne sont pas encore installés. Par ordre d'élection : Dominique Issermann (23 juin 2021), Françoise Huguier  (25 janvier 2023), Valérie Belin (24 janvier 2024), Marjane Satrapi (28 février 2024), Tania Mouraud (27 mars 2024), Guy Savoy (13 novembre 2024), Eva Jospin (18 décembre 2024).
Depuis 2000 (élection de Jeanne Moreau), l'Académie a élu 17 femmes. 16 femmes en sont actuellement membres.
Seize fauteuils sont réservés à des associés étrangers, dont cinq sont vacants depuis le décès du Prince Karim Aga Khan IV le 4 février 2025. La plus ancienne vacance est celle du fauteuil du sculpteur William Chattaway décédé le 25 juillet 2019. Il existe en outre cinquante-neuf sièges de correspondants, français ou étrangers.
Liste des membres de l'Académie des beaux-arts (France)
| Section | Fauteuil                        | Membre                                          | Date d'élection ou de vacance |
| --- | ------------------------------- | ----------------------------------------------- | ----------------------------- |
| I : Peinture Le fauteuil 1 a été transféré à la section VII en 1998. Le fauteuil 3 a été transféré à la section III en 1967. Le fauteuil 12 a été transféré à la section VII en 1987. Le fauteuil 14 a été transféré à la section V en 1967. |                                 |                                                 |                               |
| 2 | Fauteuil vacant (Pierre Carron) | 2022                                            |                               |
| 4 | Hervé Di Rosa                   | 2022                                            |                               |
| 5 | Philippe Garel                  | 2015                                            |                               |
| 6 | Gérard Garouste                 | 2017                                            |                               |
| 7 | Ernest Pignon-Ernest            | 2021                                            |                               |
| 8 | Tania Mouraud (non installée)   | 2024                                            |                               |
| 9 | Fabrice Hybert                  | 2018                                            |                               |
| 10 | Jean-Marc Bustamante            | 2016                                            |                               |
| 11 | Nina Childress                  | 2024                                            |                               |
| 13 | Yves Millecamps                 | 2001                                            |                               |
| II : Sculpture Le fauteuil 4 a été transféré à la section VII en 1985. | 1                               | Eva Jospin (non installée)                      | 2024                          |
| II : Sculpture Le fauteuil 4 a été transféré à la section VII en 1985. | 2                               | Claude Abeille                                  | 1992                          |
| II : Sculpture Le fauteuil 4 a été transféré à la section VII en 1985. | 3                               | Jean Anguera                                    | 2013                          |
| II : Sculpture Le fauteuil 4 a été transféré à la section VII en 1985. | 5                               | Jean-Michel Othoniel                            | 2018                          |
| II : Sculpture Le fauteuil 4 a été transféré à la section VII en 1985. | 6                               | Anne Poirier                                    | 2021                          |
| II : Sculpture Le fauteuil 4 a été transféré à la section VII en 1985. | 7                               | Pierre Édouard                                  | 2008                          |
| II : Sculpture Le fauteuil 4 a été transféré à la section VII en 1985. | 8                               | Fauteuil vacant (Antoine Poncet)                | 2022                          |
| II : Sculpture Le fauteuil 4 a été transféré à la section VII en 1985. | 9                               | Brigitte Terziev                                | 2007                          |
| III : Architecture Le fauteuil 8 a été transféré à la section VII en 1985. | 1                               | Jacques Rougerie                                | 2008                          |
| III : Architecture Le fauteuil 8 a été transféré à la section VII en 1985. | 2                               | Jean-Michel Wilmotte                            | 2015                          |
| III : Architecture Le fauteuil 8 a été transféré à la section VII en 1985. | 3                               | Aymeric Zublena                                 | 2008                          |
| III : Architecture Le fauteuil 8 a été transféré à la section VII en 1985. | 4                               | Anne Démians                                    | 2021                          |
| III : Architecture Le fauteuil 8 a été transféré à la section VII en 1985. | 5                               | Marc Barani                                     | 2018                          |
| III : Architecture Le fauteuil 8 a été transféré à la section VII en 1985. | 6                               | Dominique Perrault                              | 2015                          |
| III : Architecture Le fauteuil 8 a été transféré à la section VII en 1985. | 7                               | Alain-Charles Perrot                            | 2013                          |
| III : Architecture Le fauteuil 8 a été transféré à la section VII en 1985. | 9                               | Pierre-Antoine Gatier                           | 2019                          |
| III : Architecture Le fauteuil 8 a été transféré à la section VII en 1985. | 10                              | Bernard Desmoulin                               | 2018                          |
| IV : Gravure et dessin | 1                               | Erik Desmazières                                | 2008                          |
| IV : Gravure et dessin | 2                               | Emmanuel Guibert                                | 2023                          |
| IV : Gravure et dessin | 3                               | Astrid de La Forest                             | 2016                          |
| IV : Gravure et dessin | 4                               | Pierre Collin                                   | 2018                          |
| IV : Gravure et dessin | 5                               | Catherine Meurisse                              | 2020                          |
| IV : Gravure et dessin | 6                               | Fauteuil créé                                   | 2022                          |
| V : Composition musicale | 1                               | Laurent Petitgirard                             | 2000                          |
| V : Composition musicale | 2                               | Bruno Mantovani                                 | 2017                          |
| V : Composition musicale | 3                               | Michaël Levinas                                 | 2009                          |
| V : Composition musicale | 4                               | Gilbert Amy                                     | 2013                          |
| V : Composition musicale | 5                               | François-Bernard Mâche                          | 2002                          |
| V : Composition musicale | 6                               | Édith Canat de Chizy                            | 2005                          |
| V : Composition musicale | 7                               | Régis Campo                                     | 2017                          |
| V : Composition musicale | 8                               | Thierry Escaich                                 | 2013                          |
| VI : Membres libres Le fauteuil 9 a été transféré à la section VII en 1985. Les fauteuils 2 et 12 ont été supprimés. | 1                               | William Christie                                | 2008                          |
| VI : Membres libres Le fauteuil 9 a été transféré à la section VII en 1985. Les fauteuils 2 et 12 ont été supprimés. | 3                               | Fauteuil vacant (Hugues Gall)                   | 2024                          |
| VI : Membres libres Le fauteuil 9 a été transféré à la section VII en 1985. Les fauteuils 2 et 12 ont été supprimés. | 4                               | Muriel Mayette-Holtz                            | 2017                          |
| VI : Membres libres Le fauteuil 9 a été transféré à la section VII en 1985. Les fauteuils 2 et 12 ont été supprimés. | 5                               | Guy Savoy (non installé)                        | 2024                          |
| VI : Membres libres Le fauteuil 9 a été transféré à la section VII en 1985. Les fauteuils 2 et 12 ont été supprimés. | 6                               | Marc Ladreit de Lacharrière                     | 2005                          |
| VI : Membres libres Le fauteuil 9 a été transféré à la section VII en 1985. Les fauteuils 2 et 12 ont été supprimés. | 7                               | Adrien Goetz                                    | 2017                          |
| VI : Membres libres Le fauteuil 9 a été transféré à la section VII en 1985. Les fauteuils 2 et 12 ont été supprimés. | 8                               | Christophe Leribault                            | 2023                          |
| VI : Membres libres Le fauteuil 9 a été transféré à la section VII en 1985. Les fauteuils 2 et 12 ont été supprimés. | 10                              | Henri Loyrette                                  | 1997                          |
| VI : Membres libres Le fauteuil 9 a été transféré à la section VII en 1985. Les fauteuils 2 et 12 ont été supprimés. | 11                              | Patrick de Carolis                              | 2010                          |
| VI : Membres libres Le fauteuil 9 a été transféré à la section VII en 1985. Les fauteuils 2 et 12 ont été supprimés. | 13                              | François-Bernard Michel                         | 2000                          |
| VII : Cinéma et audiovisuel | 2                               | Roman Polanski                                  | 1998                          |
| VII : Cinéma et audiovisuel | 3                               | Jean-Jacques Annaud                             | 2007                          |
| VII : Cinéma et audiovisuel | 4                               | Coline Serreau                                  | 2018                          |
| VII : Cinéma et audiovisuel | 5                               | Marjane Satrapi (non installée)                 | 2024                          |
| VII : Cinéma et audiovisuel | 6                               | Régis Wargnier                                  | 2007                          |
| VII : Cinéma et audiovisuel | 7                               | Fauteuil vacant (Frédéric Mitterrand)           | 2024                          |
| VIII : Photographie | 1                               | Fauteuil vacant (Sebastião Salgado)             | 2025                          |
| VIII : Photographie | 2                               | Yann Arthus-Bertrand                            | 2006                          |
| VIII : Photographie | 3                               | Dominique Issermann (non installée)             | 2021                          |
| VIII : Photographie | 4                               | Jean Gaumy                                      | 2016                          |
| VIII : Photographie | 5                               | Françoise Huguier (non installée)               | 2023                          |
| VIII : Photographie | 6                               | Valérie Belin (non installée)                   | 2024                          |
| IX : Chorégraphie | 1                               | Thierry Malandain                               | 2019                          |
| IX : Chorégraphie | 2                               | Blanca Li                                       | 2019                          |
| IX : Chorégraphie | 3                               | Angelin Preljocaj                               | 2019                          |
| IX : Chorégraphie | 4                               | Carolyn Carlson                                 | 2020                          |
| Associés étrangers | 1                               | Antonio López García                            | 2012                          |
| Associés étrangers | 2                               | Fauteuil vacant (Kaija Saariaho)                | 2023                          |
| Associés étrangers | 3                               | Princesse Moza bint Nasser Al Missned           | 2007                          |
| Associés étrangers | 4                               | Fauteuil vacant (S.A. Prince Karim Aga Khan IV) | 2025                          |
| Associés étrangers | 5                               | Annie Leibovitz                                 | 2022                          |
| Associés étrangers | 6                               | Giuseppe Penone                                 | 2022                          |
| Associés étrangers | 7                               | Fauteuil vacant (Léonard Gianadda)              | 2023                          |
| Associés étrangers | 8                               | Georg Baselitz                                  | 2019                          |
| Associés étrangers | 9                               | Fauteuil vacant (William Chattaway)             | 2019                          |
| Associés étrangers | 10                              | Woody Allen                                     | 2004                          |
| Associés étrangers | 11                              | Norman Foster                                   | 2007                          |
| Associés étrangers | 12                              | Jiří Kylián                                     | 2018                          |
| Associés étrangers | 13                              | William Kentridge                               | 2021                          |
| Associés étrangers | 14                              | Fauteuil vacant (Seiji Ozawa)                   | 2024                          |
| Associés étrangers | 15                              | Farah Pahlavi                                   | 1973                          |
| Associés étrangers | 16                              | Philippe de Montebello                          | 2012                          |

## Grands Prix de l'Académie
Le soutien à la création est l'une des missions principales de l'Académie des beaux-arts. Ce soutien se traduit par la mise en place de résidences d'artistes mais aussi par la donation de nombreux prix illustrant la diversité de la création artistique au sein des différentes sections de l'institution.
En 2023, sont créés les "Grands Prix de l'Académie des beaux-arts". Chaque Grand Prix doté à hauteur de 30 000€ est remis au lauréat qui doit répartir la somme entre plusieurs artistes choisis par lui-même. De la sorte ce prix décerné tous les trois ans pour chacune des neuf sections de l'Académie est un prix qui récompense l'oeuvre d'un artiste en même temps qu'il a vocation à mettre en lumière le travail d'artistes moins connus.
Par section les lauréats sont :

### Peinture
- 2024 : Gérard Traquandi (1952)

### Sculpture
- 2025 : Pascale Marthine Tayou (1966)

### Architecture
- 2025 : Jacques Herzog (1950) et Pierre de Meuron (1950), Herzog & de Meuron

### Gravure et Dessin
- 2024 : Willem (1941)

### Composition Musicale
- 2024 : Georges Aperghis (1945)

### Membres Libres
- 2023 : Robert Carsen (1954)

### Cinéma et Audiovisuel
- 2023 : Agnès Jaoui (1964)

### Photographie
- 2025 : Sarah Moon (1941)

### Chorégraphie
- 2023 : Germaine Acogny (1944)

## Les procès-verbaux
Interrompue en 1943, la publication des procès-verbaux de l'Académie des beaux-arts a été relancée au cours de l'année 2001 avec la publication de la thèse de l'École des chartes d'Agnès Goudail dans le cadre d'une entreprise éditoriale lancée à l'École des chartes par Jean-Michel Leniaud.
Trois volumes avaient été publiés par la société d’histoire de l'art français couvrant la période allant de l'an IV (1796) à 1810. De 2001 à 2008, neuf volumes sont venus s'ajouter :
- T. I : 1811-1815, par Agnès Goudail et Catherine Giraudon (2001) ;
- T. II : 1816-1820, par Catherine Giraudon (2002) ;
- T. III : 1821-1825, par Béatrice Bouvier et François Fossier (2003) ;
- T. IV : 1826-1829, par Béatrice Bouvier et François Fossier (version revue, 2006) ;
- T. V : 1830- 1834, par François Naud (2004) ;
- T. VI : 1835-1839, par Béatrice Bouvier et Dominique Massounie (2003) ;
- T. VII : 1840-1844, par Dominique Massounie (2007) ;
- T. VIII : 1845-1849, par Sybille Bellamy-Brown (2008).
- T. XII : 1865-1869, par Laure Dalon (2009).